# Ernst Köpf senior
Ernst „Gori“ Köpf (* 10. Februar 1940 in Füssen) ist ein ehemaliger deutscher Eishockeyspieler. Als erster Nationalspieler der Bundesrepublik Deutschland erreichte er die Marke von 150 Länderspielen.

## Karriere
Köpf spielte ab 1959 als Stammspieler beim EV Füssen, mit dem er insgesamt fünfmal deutscher Meister wurde. 1963 unterschrieb er einen Vertrag beim Mannheimer ERC, den er aber wenig später widerrief. Weitere Vereine waren der Augsburger EV, Berliner SC, ERC Freiburg, Augsburger EV und die EA Kempten. Insgesamt bestritt Köpf 530 Bundesligaspiele und schoss in diesen 361 Tore. Köpf absolvierte als Nationalspieler 154 Spiele und erzielte dabei 83 Tore. Er war 1964, 1968 und 1976 Olympiateilnehmer, wobei er 1976 mit der Nationalmannschaft eine Bronzemedaille errang. Dafür erhielt er mit der deutschen Eishockeynationalmannschaft 1976 das Silberne Lorbeerblatt.
Erst mit 45 Jahren ließ er seine Karriere bei seinem Heimatverein EV Füssen in der 2. Bundesliga ausklingen. Seine Verdienste im Eishockeysport wurden mit der Aufnahme in die Hall of Fame Deutschland geehrt.
Sein 1968 geborener Sohn Ernst Köpf junior war auch erfolgreicher Eishockeyspieler in der Eishockey-Bundesliga und der Nationalmannschaft.